# Cucurbita maxima
Cucurbita maxima (едроплодна тиква) е вид едногодишно двусемеделно растение от семейство Тиквови (Cucurbitaceae). В България е известна като бяла тиква и балка, но във вида се включват и тикви с различен цвят на плода. C. maxima е един от най-малко четири вида култивирани тикви, е един от най-разнообразните домашни видове. Стъблото е пълзящо и пуска видоизменени листа – мустачки. 